# آرتیگ (وار)
آرتیگ (به فرانسوی: Artigues) یک کمون در فرانسه است که در canton of Rians واقع شده‌است. آرتیگ ۳۱٫۸۵ کیلومتر مربع مساحت دارد ۴۶۹ متر بالاتر از سطح دریا واقع شده‌است.